# Mauro Shampoo
 (mai 2025).
Motif : n'a jamais disputé le moindre match de division nationale.
- Archive Wikiwix
- Bing
- Cairn
- DuckDuckGo
- E. Universalis
- Gallica
- Google
- G. Books
- G. News
- G. Scholar
- Persée
- Qwant
- (zh) Baidu
- (ru) Yandex
- (wd) trouver des œuvres sur Wikidata

| 1. | Préciser le motif de la pose du bandeau. | Précisez le motif de la pose du bandeau en utilisant la syntaxe suivante : {{admissibilité à vérifier\|date=août 2025\|motif=remplacez ce texte par le motif}}                     |
| 2. | Informer les utilisateurs concernés.     | Pensez à avertir le créateur de l'article, par exemple, en insérant le code ci-dessous sur sa page de discussion : {{subst:avertissement admissibilité à vérifier\|Mauro Shampoo}} |

Mauro Teixeira Thorpe (surnommé « Mauro Shampoo »), né le 20 novembre 1956 est un ancien footballeur brésilien principalement connu pour avoir évolué comme milieu de terrain à l'Íbis Sport Club.

## Carrière de joueur
Mauro Shampoo a joué pour l'équipe pernamboucaine d'Íbis Sport Club pendant dix ans.
En 10 saisons dédiées au club, celui-ci n’a inscrit qu’un but, lors d'une défaite 8-1 face à la modeste équipe du Ferrovario. Cependant, il est considéré par les supporters de l'Íbis Sport Club comme le plus grand joueur de l'histoire du club car il incarne l'esprit unique de celui-ci, surnommé « la pire équipe du monde »

## En dehors du football
Depuis sa retraite, Shampoo travaille comme coiffeur.

## Dans la culture populaire
Mauro Shampoo a été l'objet d'un film documentaire intitulé Mauro Shampoo – jogador, cabeleireiro e homem. En 2012, sur sa chaîne YouTube officielle, la FIFA dresse le portrait de Shampoo dans une vidéo intitulée « Left-footed, cool hair, number 10' ».

## Vie privée
Mauro Shampoo a treize frères et sœurs.